# Imbrius allardi
Imbrius allardi là một loài bọ cánh cứng trong họ Cerambycidae.